# 謝美·加維蘭
謝美·加維蘭·馬天尼斯（西班牙語：Jaime Gavilán Martínez，1985年5月12日—）是一名西班牙足球運動員，擔任左中場。

## 外部連結
- 西甲 加維蘭數據（页面存档备份，存于） （西班牙文）